# Talsperre Studen kladenez
Die Talsperre Studen kladenez ist eine Talsperre mit Wasserkraftwerk im Oblast Kardschali, Bulgarien. Sie staut die Arda zu einem Stausee auf. Das zugehörige Kraftwerk hat eine installierte Leistung von 82 MW.
Die Anlage ist im Besitz der Nazionalna elektritscheska kompanija EAD (NEK EAD) und wird auch von NEK EAD betrieben.

## Absperrbauwerk
Das Absperrbauwerk ist eine Gewichtsstaumauer aus Beton mit einer Höhe von 67,5 m. Die Länge der Mauerkrone beträgt 338 m.

## Stausee
Bei Vollstau erstreckt sich der Stausee über eine Fläche von rund 28 km² und fasst 338 Mio. m³ Wasser. Der Stausee dient sowohl der Stromerzeugung als auch der Bewässerung.

## Kraftwerk
Das Kraftwerk befindet sich ungefähr 500 m flussabwärts der Talsperre am rechten Ufer der Arda. Es hat eine installierte Leistung von 82 MW und ging 1958 in Betrieb. Die 5 Francis-Turbinen des Kraftwerks leisten jede maximal 16 MW.
Bei der Errichtung wurden im Maschinenhaus des Kraftwerks ursprünglich vier Maschinen installiert. Von 2007 bis 2009 wurde das Kraftwerk um eine fünfte Maschine erweitert. Die zusätzliche Turbine leistet ebenfalls 16 MW (maximal 19,75 MW) und der zugehörige Generator 23 MVA. Die Nenndrehzahl der Turbine liegt bei 300/min. Die Fallhöhe beträgt 57,5 m und die Ausbauwassermenge liegt bei 30 m³/s. Die Nennspannung des Generators beträgt 10,5 kV. In der Schaltanlage wird die Generatorspannung von 10,5 kV mittels Leistungstransformatoren auf 110 kV hochgespannt.